# La Chapelle-sur-Oreuse
La Chapelle-sur-Oreuse – miejscowość i gmina we Francji, w regionie Burgundia-Franche-Comté, w departamencie Yonne.
Według danych na rok 1990 gminę zamieszkiwało 319 osób, a gęstość zaludnienia wynosiła 18 osób/km² (wśród 2044 gmin Burgundii La Chapelle-sur-Oreuse plasuje się na 597. miejscu pod względem liczby ludności, natomiast pod względem powierzchni na miejscu 531.).